# Sotsnårskvätta
Sotsnårskvätta (Dessonornis anomalus) är en fågel i familjen flugsnappare inom ordningen tättingar. Den förekommer i bergstrakter i sydöstra Afrika, från Tanzania till Malawi och Moçambique

## Utseende och läte
Sotsnårskvättan är en mörk och kompakt snårskvätta med påfallande lite orange i fjäderdräkten. Den har ljust ögonbrynsstreck och ljus strupe samt roströda inslag på buk, flanker, övergump och stjärt. Undersidans färg varierar geografiskt från svartaktig till vit eller beige, ovansidan från svart till grå till brun. Vissa bestånd uppvisar en tydligt orange- och svartfärgad stjärt, medan hos andra är den helorange. Sången är varierad och består av en sorgsam fallande serie visslingar.

## Utbredning och systematik
Sotsnårskvättan förekommer i olika bergsområden i östra Afrika, från Tanzania söderut till Moçambique. Den delas in i fem underarter med följande utbredning:
- Dessonornis anomalus grotei – förekommer i östra och södra Tanzania
- Dessonornis anomalus anomalus – förekommer på Mount Mulanje i södra Malawi och på Mount Namuli i norra Moçambique
- Dessonornis anomalus macclounii – förekommer i sydvästra Tanzania, norra Malawi och nordöstra Zambia
- Dessonornis anomalus mbuluensis – förekommer i nordcentrala Tanzania

Sedan 2016 urskiljer Birdlife International mbuluensis och macclounii som de egna arterna "mbulusnårskvätta" och "rostsidig snårskvätta".

### Släktestillhörighet
Sotsnårskvätta placerades tidigare i släktet Cossypha, men urskiljs till ett eget släkte tillsammans med kapsnårskvätta, vitstrupig snårskvätta och albertinesnårskvätta efter genetiska studier.

### Familjetillhörighet
Liksom alla snårskvättor men även fåglar som rödhake, näktergalar, stenskvättor, rödstjärtar och buskskvättor behandlades blåskuldrad snårskvätta tidigare som en trast (Turdidae), men genetiska studier visar att den tillhör familjen flugsnappare (Muscicapidae).

## Levnadssätt
Sotsnårskvättan hittas i bergsskogar. Där förekommer den i undervegetationen. Den är generellt ovanlig och svår att få syn på.

## Status
IUCN bedömer hotstatusen för macclounii, mbuluensis och övriga underarter var för sig, alla tre som livskraftiga.